# 1113 Катя
1113 Ка́тя (1113 Katja) — астероїд головного поясу, відкритий 15 серпня 1928 року.
Тіссеранів параметр щодо Юпітера — 3,161.